# Фань Бінбін
Фань Бінбін (кит.: 范冰冰; *16 вересня 1981, Циндао) — китайська акторка, топ-модель, співачка, продюсерка та благодійниця.

## Життєпис
Народилася 16 вересня 1981 року у Циндао (провінція Шаньдун). Дитиною перебралася до міста Яньтай, де й закінчила школу. 1996 року вступила до Училища мистецтв в Шанхаї. 1997 року стала відомою по всьому Китаю після фільму «Принцеса Хуаньчжоу».
Також Фань Бінбін внесена в список 50 найкрасивіших людей Китаю за версією «The Beijing News». Крім кар'єри акторки, вона співає власні пісні. Один з найвідоміших фільмів з її участю — «Ефект близнюків 2».
Фань Бінбін знімається в рекламі, останній великий проєкт з її участю — реклама продукції «L'Oreal» на китайському ринку. 2006 року знялася у фільмі «Битва умів» з Лю Дехуа в головній ролі. Інші відомі фільми з її участю: «Точка спалаху» (Джулі), «Коханка за контрактом», «Стільниковий телефон» (У Юе).
У 2007 році відкрила власну студію Fan Bingbing Workshop. Після цього випустила 8 фільмів. Того ж року здобула приз фестивалю «Золотий кінь» у номінації Найкраща акторка другого плану. Також стала найкращою акторкою на IV міжнародному кінофестивалі Євразії за роль у фільму «Загублені у Пекіні».
Вона також у 2008 році організувала школу мистецтв у Пекіні. Того ж року спродюсувала телесеріал «Шоу Рум'яна». 2009 року вона продюсувала фільм «Остання ніч пані Чін». Того ж року стала Найкращою акторкою другого плану премії Hong Kong Film Awards за фільм «Охоронці і вбивці». 2011 року виборала перемогу у номінації Найкраща акторка на XVIII Пекінському студентському кінофестивалі за уроль у фільмі «Гора Будди».

## Фільмографія
| Рік       | Назва                                                         | Роль                   | Примітки                                                                                               |
| --------- | ------------------------------------------------------------- | ---------------------- | --- |
| 2001      | Reunion 手足情深                                              | Jing                   | |
| 2004      | Ефект близнюків 2 千机变2花都大战                             | Red Vulture            | |
| 2007      | Загублені у Пекіні 苹果                                       | Liu Pingguo            | Найкраща акторка на IV міжнародному кінофестивалі Євразія                                              |
| 2007      | Flash Point 导火线                                            | Julie                  | |
| 2007      | Contract Lover 合约情人                                       | Liu Zao                | |
| 2007      | Crossed Lines 命运呼叫转移之生之欢歌                          | Ning Can; Xin Ran      | |
| 2008      | Desires of the Heart 桃花运                                   | Zhang Ying             | |
| 2008      | Home Run 回家的路 (疯狂直播秀)                                | Tian Cong              | |
| 2008      | Kung Fu Hip-Hop 精舞门                                        | Tina                   | |
| 2009      | Інцидент у Сіндзюку 新宿事件                                  | Lily                   | |
| 2009      | Sophie's Revenge 非常完美                                     | Joanna Wang Jingjing   | |
| 2009      | Wheat 麦田                                                    | Li                     | |
| 2009      | Bodyguards and Assassins 十月围城                             | Yueru                  | |
| 2010      | Future X-Cops 未来警察                                        | Meili / Milie          | запрошена зірка                                                                                        |
| 2010      | East Wind Rain 东风雨                                         | Huanyan                | |
| 2010      | Chongqing Blues 日照重庆                                      | Zhu Qing               | |
| 2010      | Sacrifice 赵氏孤儿                                            | Princess Zhuang        | |
| 2011      | Stretch                                                       | Pamsy                  | |
| 2011      | Новий Храм Шаоліня 新少林寺                                   | Yan Xi                 | |
| 2011      | Buddha Mountain 观音山                                        | Nan Feng               | найкраща акторка на кінофестивалі у Токіо Beijing College Student Film Festival Award for Best Actress |
| 2011      | The Founding of a Party 建党伟业                              | Empress Dowager Longyu | |
| 2011      | My Way 登陆之日                                               | Shirai                 | |
| 2012      | Double Xposure 二次曝光                                       | Song Qi                | Huading Award for Best Actress                                                                         |
| 2012      | Lost in Thailand 人再囧途之泰囧                               | (Herself)              | guest star                                                                                             |
| 2013      | Залізна людина 3 Iron Man                                     | Wu Jiaqi               | Fan appears only in the mainland Chinese version                                                       |
| 2013      | One Night Surprise 一夜惊喜                                   | Michelle               | |
| 2014      | The White Haired Witch of Lunar Kingdom 白发魔女传之明月天国  | Lian Nishang           | Awaiting release February 2014                                                                         |
| 2014      | Люди Ікс: Дні минулого майбутнього X-Men: Days of Future Past | Блінк                  | |
| 2014      | The Lady in the Portrait画框女人                              |                        | filming                                                                                                |
| 2014      | Yang Guifei 杨贵妃                                            | Yang Guifei            | |
| 2015      | The Moon and the Sun 日月人鱼                                 |                        | |
| 2015      | Skip Trace 绝地逃生                                           |                        | |
| 2014 2015 | The Empress of China 武则天 / 武媚娘传奇                      | Wu Mei Niang           | Головна жіноча роль                                                                                    |
| 2022      | 355                                                           | Лін Мі Шен             | |
| 2022      | Дочка короля                                                  | русалка                | |

## Дискографія

### Just Begun
Just Begun — дебютний альбом Фань Бінбін. Вийшов 21 листопада 2005 року Warner Music Beijing Co.,Ltd.